# الكسندر كيسليتسين
الكسندر كيسليتسين (8 مارس 1986 بقراغندي في كازاخستان - ) هو لاعب كرة قدم كازاخستاني في مركز الدفاع. شارك مع منتخب كازاخستان لكرة القدم. أما مع النوادي، فقد لعب مع نادي إيرتيش بافلودار ونادي توبول ونادي شاختار قراغندي ونادي كايرات.

## وصلات خارجية
- الكسندر كيسليتسين على موقع الاتحاد الدولي (مؤرشف)  (الإنجليزية)
- الكسندر كيسليتسين على موقع الاتحاد الأوربي (الإنجليزية)
- الكسندر كيسليتسين على موقع قاعدة بيانات كرة القدم.إي يو (الإنجليزية)
- الكسندر كيسليتسين على موقع ناشيونال فوتبول تيمز (الإنجليزية)
- الكسندر كيسليتسين على موقع Soccerway.com (الإنجليزية)